# Adolf Papp
Adolf Anton Papp (* 13. März 1915 in Wien; † 29. Oktober 1983 in Klosterneuburg) war ein österreichischer Paläontologe.
Papp wurde 1939 an der Universität Wien in Paläontologie promoviert und habilitierte sich 1949. Ab 1939 war er zunächst wissenschaftliche Hilfskraft und später Assistent und Oberassistent am Paläontologischen Institut. 1956 wurde er außerordentlicher Titularprofessor und 1967 außerordentlicher Professor für Mikropaläontologie.
Neben Mikropaläontologie (Mikrofauna und Biostratigraphie des Tertiärs) befasste er sich mit fossilen Mollusken und neben dem Tertiär auch mit dem Paläozoikum und Mesozoikum der Ostalpen.
Er war Mitarbeiter des Tertiär-Bandes im Handbuch der Stratigraphischen Geologie von Franz Lotze (Stuttgart 1959) und am Treatise on Invertebrate Paleontology.

## Schriften (Auswahl)
- Die Molluskenfauna im Pannon des Wiener Beckens. In: Mitteilungen der Geologischen Gesellschaft. Band 44, 1951, S. 85–222 (zobodat.at [PDF]).
- mit Rudolf Grill, Robert Janoschek, J. Kapounek, Kurt Kollmann, Kurt Turnovsky, E. J. Tynan: Nomenclature of the Neogene of Austria: (With a Stratigraphic Chart). In: Verhandlungen der Geologischen Bundesanstalt. Band 19, 1968, S. 19–27 (zobodat.at [PDF]).
- mit Rudolf Grill, Robert Janoschek, J. Kapounek, Kurt Kollmann, Kurt Turnovsky: Zur Nomenklatur des Neogens in Österreich: (Mit einer stratigraphischen Tabelle). In: Verhandlungen der Geologischen Bundesanstalt. Band 19, 1968, S. 9–18 (zobodat.at [PDF]).